# Víctor Hernández Covarrubias
General Víctor Luciano Manuel del Corazón de María Hernández Covarrubias fue un militar mexicano que participó en la Revolución mexicana. Nació en la ciudad de Querétaro, Querétaro Arteaga, el 9 de enero de 1872, siendo hijo del Lic. Felipe Hernández y de Gertrudis Covarrubias Acevedo; fue bautizado el 1 de marzo de ese mismo año. Alcanzó el grado de general brigadier en el escalafón militar federal. Fue director interino del Colegio Militar en 1913, por lo que le tocó acompañar con un grupo de cadetes al presidente de México Francisco I. Madero en su marcha de Chapultepec al Palacio Nacional, el 9 de febrero de 1913, en lo que se conoce como “Marcha de la Lealtad”. Murió en la Ciudad de México el 21 de octubre de 1935.